# Handball-Bundesliga (mannen) 2016/17
De DKB Handball-Bundesliga 2016/17 is de 51e seizoen van de hoogste Duitse handbalcompetitie voor mannenteams.
Rhein-Neckar Löwen werd de tweede keer in hun clubbestaan kampioen van Duitsland. Bergischer HC, HBW Balingen-Weilstetten en HSC 2000 Coburg degradeerde na dit seizoen terug naar de 2. Handball-Bundesliga.

## Teams
| Ploeg                    | Plaats             | Deelstaat           | Hal                               |
| ------------------------ | ------------------ | ------------------- | --------------------------------- |
| HBW Balingen-Weilstetten | Balingen           | Baden-Württemberg   | Sparkassen-Arena                  |
| Bergischer HC            | Wuppertal Solingen | Noordrijn-Westfalen | Uni-Halle Klingenhalle            |
| Füchse Berlin            | Berlijn            | Berlijn             | Max-Schmeling-Halle               |
| TVB 1898 Stuttgart       | Stuttgart          | Baden-Württemberg   | Scharrena Stuttgart Porsche-Arena |
| HSC 2000 Coburg          | Coburg             | Beieren             | HUK-Coburg arena                  |
| HC Erlangen              | Neurenberg         | Beieren             | Nuremberg Arena                   |
| SG Flensburg-Handewitt   | Flensburg          | Sleeswijk-Holstein  | Flens-Arena                       |
| Frisch Auf Göppingen     | Göppingen          | Baden-Württemberg   | EWS Arena                         |
| VfL Gummersbach          | Gummersbach        | Noordrijn-Westfalen | Eugen-Haas-Halle                  |
| TSV Hannover-Burgdorf    | Hannover           | Nedersaksen         | AWD Hall                          |
| THW Kiel                 | Kiel               | Sleeswijk-Holstein  | Sparkassen-Arena                  |
| SC DHfK Leipzig          | Leipzig            | Saksen              | Arena Leipzig                     |
| TBV Lemgo                | Lemgo              | Noordrijn-Westfalen | Lipperlandhalle                   |
| SC Magdeburg             | Maagdenburg        | Saksen-Anhalt       | Bördelandhalle                    |
| MT Melsungen             | Melsungen          | Hessen              | Rothenbach-Halle                  |
| GWD Minden               | Minden             | Noordrijn-Westfalen | Kempa-Halle                       |
| Rhein-Neckar Löwen       | Mannheim           | Baden-Württemberg   | SAP Arena                         |
| HSG Wetzlar              | Wetzlar            | Nedersaksen         | RITTAL Arena                      |

## Stand
| Pos | Club                     | Wed | W  | G | V  | Ptn | DV   | DT  | +/−  |
| --- | ------------------------ | --- | -- | - | -- | --- | ---- | --- | ---- |
| 1   | Rhein-Neckar Löwen       | 34  | 30 | 1 | 3  | 61  | 1011 | 840 | +171 |
| 2   | SG Flensburg-Handewitt   | 34  | 28 | 2 | 4  | 58  | 1038 | 837 | +201 |
| 3   | THW Kiel                 | 34  | 26 | 1 | 7  | 53  | 960  | 849 | +111 |
| 4   | Füchse Berlin            | 34  | 23 | 5 | 6  | 51  | 986  | 889 | +97  |
| 5   | SC Magdeburg             | 34  | 23 | 5 | 6  | 51  | 988  | 902 | +86  |
| 6   | HSG Wetzlar              | 34  | 20 | 1 | 13 | 41  | 897  | 857 | +40  |
| 7   | MT Melsungen             | 34  | 18 | 2 | 14 | 38  | 947  | 924 | +23  |
| 8   | SC DHfK Leipzig          | 34  | 16 | 3 | 15 | 35  | 883  | 871 | +12  |
| 9   | HC Erlangen              | 34  | 14 | 0 | 20 | 28  | 890  | 941 | −51  |
| 10  | Frisch Auf Göppingen     | 34  | 12 | 3 | 19 | 27  | 934  | 960 | −26  |
| 11  | TSV Hannover-Burgdorf    | 34  | 11 | 2 | 21 | 24  | 935  | 954 | −19  |
| 12  | GWD Minden               | 34  | 11 | 2 | 21 | 24  | 843  | 948 | −105 |
| 13  | TBV Lemgo                | 34  | 10 | 3 | 21 | 23  | 926  | 988 | −62  |
| 14  | TVB 1898 Stuttgart       | 34  | 10 | 3 | 21 | 23  | 865  | 944 | −79  |
| 15  | VfL Gummersbach          | 34  | 10 | 2 | 22 | 22  | 867  | 934 | −67  |
| 16  | Bergischer HC            | 34  | 10 | 2 | 22 | 22  | 868  | 954 | −86  |
| 17  | HBW Balingen-Weilstetten | 34  | 7  | 3 | 24 | 17  | 819  | 933 | −114 |
| 18  | HSC 2000 Coburg          | 34  | 6  | 2 | 26 | 14  | 856  | 988 | −132 |

| Kleur | Kwalificatie voor                                                    |
| ----- | -------------------------------------------------------------------- |
| 0     | Landskampioen van Duitsland, gekwalificeerd voor de Champions League |
| 0     | Gekwalificeerd voor de Champions League                              |
| 0     | Gekwalificeerd voor de EHF Cup                                       |
| 0     | Degradeert naar de 2. Handball-Bundesliga                            |

## Uitslagen
|                          | BAL   | BRG   | BER   | COB   | ERL   | FLE   | GÖP   | GUM   | HAN   | KIE   | LEI   | LEM   | MAG   | MEL   | MIN   | RNL   | STU   | WET   |
| ------------------------ | ----- | ----- | ----- | ----- | ----- | ----- | ----- | ----- | ----- | ----- | ----- | ----- | ----- | ----- | ----- | ----- | ----- | ----- |
| HBW Balingen-Weilstetten |       | 27–23 | 30–35 | 24–24 | 27–28 | 24–26 | 29–36 | 22–26 | 30–27 | 22–25 | 28–23 | 27–27 | 30–35 | 29–25 | 23–23 | 28–33 | 23–19 | 22–26 |
| Bergischer HC            | 23–22 |       | 20–31 | 29–25 | 28–26 | 29–32 | 32–26 | 25–34 | 32–24 | 25–31 | 24–26 | 28–29 | 24–31 | 26–28 | 27–25 | 24–26 | 26–35 | 18–18 |
| Füchse Berlin            | 31–21 | 29–30 |       | 29–23 | 24–21 | 34–32 | 31–26 | 27–28 | 34–27 | 18–26 | 29–20 | 26–24 | 25–25 | 33–31 | 36–26 | 30–30 | 28–25 | 27–24 |
| HSC 2000 Coburg          | 24–19 | 28–26 | 23–29 |       | 30–28 | 24–35 | 25–29 | 31–30 | 27–27 | 23–30 | 31–33 | 25–29 | 27–42 | 25–28 | 29–26 | 19–31 | 23–26 | 27–28 |
| HC Erlangen              | 33–25 | 36–25 | 21–29 | 26–24 |       | 18–26 | 30–26 | 30–29 | 27–26 | 26–33 | 31–22 | 32–25 | 27–33 | 29–25 | 23–27 | 26–37 | 30–26 | 23–32 |
| SG Flensburg-Handewitt   | 36–18 | 32–25 | 27–26 | 37–29 | 35–23 |       | 27–21 | 33–22 | 30–25 | 30–29 | 31–23 | 30–27 | 26–25 | 29–25 | 30–23 | 21–23 | 36–27 | 34–31 |
| Frisch Auf Göppingen     | 29–26 | 26–26 | 24–28 | 31–27 | 22–24 | 31–27 |       | 37–29 | 23–34 | 27–31 | 26–25 | 31–26 | 28–29 | 29–30 | 34–24 | 24–28 | 26–26 | 36–25 |
| VfL Gummersbach          | 26–19 | 21–26 | 26–26 | 31–27 | 19–21 | 23–28 | 22–22 |       | 30–26 | 23–29 | 22–24 | 31–28 | 30–27 | 23–30 | 28–26 | 20–27 | 27–20 | 27–28 |
| TSV Hannover-Burgdorf    | 26–29 | 33–27 | 29–30 | 29–28 | 30–25 | 20–35 | 31–23 | 29–26 |       | 26–27 | 24–25 | 23–27 | 23–28 | 30–31 | 35–27 | 26–30 | 24–24 | 26–23 |
| THW Kiel                 | 26–23 | 24–20 | 32–28 | 28–26 | 30–22 | 24–23 | 30–21 | 34–21 | 27–26 |       | 29–25 | 34–23 | 28–24 | 30–28 | 23–23 | 26–29 | 25–24 | 34–25 |
| SC DHfK Leipzig          | 34–23 | 30–21 | 28–32 | 33–28 | 29–25 | 24–30 | 29–23 | 27–25 | 23–25 | 34–25 |       | 32–27 | 24–24 | 23–20 | 21–19 | 24–25 | 25–20 | 30–26 |
| TBV Lemgo                | 20–23 | 23–25 | 29–34 | 32–22 | 28–27 | 29–33 | 27–26 | 32–31 | 26–31 | 34–30 | 25–25 |       | 25–34 | 29–33 | 26–27 | 28–33 | 24–24 | 29–26 |
| SC Magdeburg             | 26–22 | 41–29 | 29–29 | 30–23 | 27–25 | 26–26 | 33–32 | 32–26 | 22–37 | 27–26 | 21–21 | 32–21 |       | 27–26 | 37–25 | 35–32 | 27–26 | 30–26 |
| MT Melsungen             | 30–22 | 32–28 | 28–28 | 20–25 | 34–31 | 24–24 | 31–27 | 32–28 | 33–30 | 23–30 | 28–26 | 32–27 | 21–27 |       | 30–24 | 26–30 | 37–25 | 25–28 |
| GWD Minden               | 25–22 | 27–22 | 26–29 | 23–20 | 24–23 | 17–41 | 25–32 | 26–23 | 27–26 | 23–34 | 28–23 | 25–30 | 34–24 | 21–28 |       | 23–33 | 26–28 | 25–27 |
| Rhein-Neckar Löwen       | 33–23 | 31–28 | 30–25 | 33–20 | 29–27 | 17–21 | 35–26 | 34–20 | 34–30 | 28–19 | 24–23 | 35–32 | 29–20 | 33–28 | 26–20 |       | 30–21 | 24–20 |
| TVB 1898 Stuttgart       | 25–21 | 26–24 | 27–29 | 26–20 | 24–27 | 28–46 | 29–35 | 23–21 | 30–20 | 22–27 | 28–26 | 30–29 | 31–32 | 21–23 | 29–31 | 27–35 |       | 18–28 |
| HSG Wetzlar              | 25–17 | 20–22 | 22–27 | 31–24 | 30–20 | 23–29 | 29–19 | 26–19 | 34–30 | 27–24 | 24–23 | 31–29 | 18–26 | 27–22 | 26–22 | 30–24 | 33–25 |       |